# Semiothisa lindemannae
Semiothisa lindemannae là một loài bướm đêm trong họ Geometridae.